# Бураковский, Иван Николаевич
Иван Николаевич Бураковский (12 апреля 1899 — 2 февраля 1970) — советский военачальник, генерал-майор (16.10.1943).

## Биография
Родился  12 апреля 1899 года в городе Пятигорске. Русский.

## Военная служба

### Гражданская война
В мае 1918 года  добровольно вступил Красную армию и был зачислен в 1-й революционный Пятигорский отряд, с сентября был в отряде М.Г. Ильина Северо-Кавказского края. Участвовал с ним в подавлении восстания терских казаков. В конце года из отдельных отрядов были сформированы полки, а Бураковский направлен в 17-й стрелковый полк 11-й армии. В его составе принимал участие в обороне Кисловодска. В начале января 1919 года с армией отступал через Моздок, Кизляр и далее к Астрахани. В районе Астрахани он заболел тифом и лечился в госпитале в с. Яндыки. После выздоровления там же назначается в 298-й стрелковый полк 34-й стрелковой дивизии, красноармейцем этого полка сражался под Астраханью и на Ставрополье. В апреле 1920 года в городе Дербент полк был переименован в 245-й стрелковый, а  Бураковский назначен в нем отделенным командиром. В составе 28-й стрелковой дивизии наступал с ним на город Баку.

### Межвоенный период
С сентября 1921 по сентябрь 1922 года учился на 4-х Армавирских пехотных курсах в городе Баку, после которых был произведен в краскомы и направлен для продолжения учебы в 21-ю Тифлисскую пехотную нормальную школу. В сентябре 1924 года окончил последнюю и был назначен командиром взвода полковой школы 2-го Кавказского стрелкового полка 1-й Кавказской стрелковой дивизии ККА. В его составе участвовал в подавлении меньшевистского восстания в Грузии, затем передислоцирован на турецкую границу в город Ахалцих, где проходил службу командиром роты и врид командира батальона.
В ноябре 1930 года переведен в ПриВО в город Куйбышев на должность командира роты 102-го территориального стрелкового полка 34-й стрелковой дивизии. С октября 1931 по июнь 1932 года исполнял должность начальника 4-го отделения штаба дивизии, затем вернулся в 102-й стрелковый полк и служил в нем начальником штаба стрелкового и учебного батальонов. В марте 1934 года с полком убыл на Дальний Восток в город Биробиджан. В мае 1936 года полк был переименован в 63-й стрелковый и переведен в с. Платоново-Александровск Ханкайского района, где включен в состав 21-й стрелковой дивизии ОКДВА. В августе 1937 года  Бураковский утвержден командиром батальона этого полка. С сентября 1938 года  служил врид начальника штаба 21-й стрелковой дивизии, а 9 сентября 1938 года назначен помощником командира по строевой части 61-го стрелкового полка в городе Спасск-Дальний. С февраля 1939 года командовал 62-м Новороссийским Краснознаменным стрелковым полком этой же дивизии.

### Великая Отечественная война
С началом войны подполковник  Бураковский продолжал командовать этим полком. 31 августа 1941 года полк в составе дивизии был передислоцирован на запад, где с 23 сентября дивизия вошла в состав 7-й отдельной армии, заняв оборону по реке Свирь между Ладожским и Онежским озерами.
3 февраля 1942 года подполковник Бураковский был назначен заместителем командира 314-й стрелковой дивизии, оборонявшейся на фронте Свирь-3 — Шамокша.
С 29 мая 1942 года командовал 73-й морской стрелковой бригадой. В августе бригада была переброшена на Волховский фронт в 8-ю армию и участвовала с ней в Синявинской наступательной операции. В тяжелых боях в течение 13 суток она нанесла поражение 132-й немецкой пехотной дивизии, после чего была выведена в резерв армии. За мужество и героизм, проявленные в боях, она была награждена орденом Красного Знамени.
В январе 1943 года полковник  Бураковский зачислен в распоряжение Военного совета 2-й ударной армии, а с 23 января принял командование 191-й стрелковой Краснознаменной дивизией. Участвовал с ней в операции по прорыву блокады Ленинграда (Операция «Искра»). До 13 февраля дивизия вела ожесточенные бои с постоянно контратакующим противником, пытавшимся вернуть утраченную ранее дорогу Гонтовая Липка — Синявино, затем была выведена в резерв фронта и передислоцирована в район Большой Вишеры. С 28 февраля она была включена в 59-ю армию и вела оборонительные бои в районе Грузино. С 14 января 1944 года в составе 14-го стрелкового корпуса 59-й армии дивизия участвовала в Ленинградско-Новгородской, Новгородско-Лужской наступательных операциях. За отличия в боях при освобождении города Новгород ей было присвоено наименование «Новгородская» (21.1.1944). С 26 января она была передана 8-й армии Ленинградского фронта. В феврале совершила марш через Новгород в район Чудово, затем переброшена под Нарву, где, войдя во 2-ю ударную армию, вела здесь упорные бои с противником, оборонявшимся по западному берегу реку Нарва. Неоднократные попытки форсировать реку не имели успеха, после чего дивизия вынуждена была перейти здесь к обороне. С 24 июля она в составе той же армии участвовала в Нарвской наступательной операции, в форсировании реки и овладении городом и крепостью Нарва. 26 июля дивизия была выведена из боя и передислоцирована в район города Гдов. С 15 по 26 августа её части прорвали оборону противника между Чудским и Псковским озерами и с боями продвинулись на 50 км, освободив свыше 70 населенных пунктов, и соединились с правым флангом 67-й армии 3-го Прибалтийского фронта.
26 августа 1944 года генерал-майор  Бураковский был освобожден от командования и в сентябре направлен на учебу на КУВНАС при Высшей военной академии им. К. Е. Ворошилова, а в 1945 году переведен слушателем основного факультета.

### После войны
В январе 1946 года  окончил ускоренный курс академии и был назначен заместителем командира 119-го стрелкового корпуса ТуркВО в городе Сталинабад.
С октября 1949 года командовал 357-й стрелковой дивизией (с 4 марта 1955 г. переименована в 61-ю стрелковую дивизию) в Туркестанском военном округе (управление — г. Ашхабад). С июля 1956 года командовал 30-й стрелковой, а с июня 1957 года — 102-й мотострелковой дивизиями.
23 июня 1958 года уволен в запас.

## Награды

### СССР
- орден Ленина (21.02.1945)
- три ордена Красного Знамени (23.01.1944[5], 03.11.1944,  20.06.1949)
- орден Отечественной войны I степени (07.09.1943[6])
  - Медали СССР в т.ч.:
  - «XX лет Рабоче-Крестьянской Красной Армии»
  - «За оборону Ленинграда»
  - «За Победу над Германией в Великой Отечественной войне 1941—1945 гг.»
  - «В память 250-летия Ленинграда»

Приказы (благодарности) Верховного Главнокомандующего, в которых отмечен Бураковский И.Н.
- За форсирование  реки Волхов и верховья озера Ильмень, прорыв сильно укрепленную долговременной обороны немцев и овладение штурмом  важным хозяйственно-политическим центром страны городом Новгород– крупным  узлом коммуникаций и мощным опорным пунктом обороны немцев. 20 января 1944 года № 61.
- За овладение штурмом городом и крепостью Нарва – важным укрепленным районом обороны немцев, прикрывающим пути в Эстонию. 26 июля 1944 года № 149.
- За овладение штурмом городом и крупным узлом коммуникаций Тарту (Юрьев-Дерпт) – важным опорным пунктом обороны немцев, прикрывающим пути к центральным районам Эстонии. 25 августа 1944 года № 175.